# Плискунівка
У східній частині міста, на березі р. Синьківки (права притока р. Удаю), розташований історико-побутовий район Прилук під назвою Плискунівка. На його території розташовані вулиці: Плискунівська, М. Костомарова з провулками, О. Івахненка, Аерофлотська і частина вулиці Київської.

## Історія
Вперше згадується 1785 року як передмістя Прилук. У ХІХ ст. Плискунівка інколи зустрічається у джерелах як село, а 1872 року її не показано навіть передмістям.
Едина стара мапа на якій є Плискунівка ще 1869 року
У першій половині ХХ століття на теренах Плискунівки створено приміський колгосп, а на початку 1960-х років відкрито аеропорт, що являв собою невелике злітне поле без твердого покриття та дерев'яний будиночок з касою і кімнатою для пасажирів. У 1980-х роках з аеропорту здійснювали польоти літаки АН–2 до Чернігова, Харкова, Варви, Ічні, Полтави, Запоріжжя, Лохвиці, Срібного. З 1995 року аеропорт через відсутність пального пасажирів не обслуговував. 5 працівників аеропорту забезпечували вантажні перевезення гвинтокрилами Мі–2 для управління Чернігівнафтогаз. Нині аеропорт не працює.
На території Плискунівки розташована також братська могила мирних жителів Прилук, розстріляних у Плискунівському яру нацистами. До речі, під час окупації Прилуччини з травня 1942 по березень 1943 років тут розстріляно більше 5 тисяч мешканців краю. Нині район живе мирним життям, свято зберігаючи пам'ять про минуле.